# کرتس
کرتس (به آلمانی: Kretz) یک شهر در آلمان است که در ماین-کبلنتس واقع شده‌است. کرتس ۷۳۸ نفر جمعیت دارد.